# Fairfax Leighton Cartwright
Fairfax Leighton Cartwright (20 juillet 1857 - 9 janvier 1928) est un auteur et diplomate britannique qui est ambassadeur auprès de l'empire austro-hongrois avant la Première Guerre mondiale.

## Biographie
Cartwright est le deuxième fils de William Cornwallis Cartwright, député d'Oxfordshire, et de sa femme Clementine Gaul. Il devient diplomate et dans les années 1880 écrit des tragédies en vers et d'autres œuvres. De 1899 à 1902, il est secrétaire de la légation au Mexique et d'août 1902 à 1905 secrétaire de la légation à Lisbonne . Il est conseiller à l'ambassade de Madrid de 1905 à 1906. De 1906 à 1908, il occupe les postes combinés de ministre britannique en Bavière et en Wurtemberg.
En 1908, il est nommé conseiller privé  et il atteint le sommet de sa carrière en tant qu'ambassadeur britannique en Autriche-Hongrie où il reste jusqu'en 1913 . Cartwright tente avec l'aide de l'ambassadeur de France, Philippe Crozier, d'affaiblir la dépendance de l'Autriche vis-à-vis de l'Allemagne. En 1911, l'Autriche-Hongrie souhaite moderniser ses forces armées et demande aux Français de fournir un énorme prêt pour y parvenir. Le gouvernement français s'y oppose car l'Autriche-Hongrie ne fait pas partie de la Triple Entente. Fairfax et Crozier se rendent compte que l'Autriche-Hongrie ne souhaite pas être attachée absolument à son alliance avec l'Allemagne, et tentent de faire changer d'avis le gouvernement français pour soutenir l'Autriche-Hongrie. En 1913, Fairfax écrit: "Un jour, la Serbie mettra l'Europe par les oreilles et provoquera une guerre universelle sur le continent." Il croyait que l'archiduc François-Ferdinand était un maniaque et qu'il n'était pas apte à hériter de l'empire, et l'a dit à son gouvernement .
Cartwight épouse Donna Maria dei Marchesi Chigi-Zondadari, fille d'un sénateur italien le 16 octobre 1898 . Ils transforment l'ambassade britannique à Vienne d'une ambassade sans distinction en l'une des plus à la mode. En 1911, un incident international a failli avoir lieu impliquant Lady Cartwright. Alors qu'elle dansait avec le ministre autrichien des Affaires étrangères, l'ambassadeur de Russie est intervenu et une querelle a éclaté entre les deux hommes .

## Œuvres
- Lorello. Pièce de théâtre en cinq actes. Inverse 1884
- Bianca Capello. Une tragédie. Inverse 1886
- Les Baglioni. Une tragédie. Inverse 1888
- Olga Zanelli. L'histoire d'une ville impériale 1890. Il s'agit d'une œuvre de fiction en trois volumes qui racontait des adultères miteux entre des personnalités de la haute société dont l'identité était légèrement déguisée. Après que tous ses amis des cercles diplomatiques l'aient supplié de retirer le livre immédiatement, il a réussi à récupérer la quasi-totalité des 1500 exemplaires imprimés[4].
- La rose mystique du jardin du roi. Un fragment de la vision de Cheikh Haji Ibrahim de Kerbela 1898